# Oenopota pleurotomaria
Oenopota pleurotomaria är en snäckart som först beskrevs av Couthouy 1838.  Oenopota pleurotomaria ingår i släktet Oenopota och familjen kägelsnäckor. Inga underarter finns listade i Catalogue of Life.